# Genista sessilifolia
Genista sessilifolia är en ärtväxtart som beskrevs av Dc. Genista sessilifolia ingår i släktet ginster, och familjen ärtväxter. Inga underarter finns listade i Catalogue of Life.